# Nerw krtaniowy wsteczny

Przebieg lewego nerwu krtaniowego wstecznego (kolor fioletowy)

Nerw krtaniowy wsteczny (łac. nervus laryngeus recurrens, nervus recurrens) – w anatomii człowieka nerw będący gałęzią nerwu błędnego odchodzącą od niego w obrębie klatki piersiowej lub w otworze górnym klatki piersiowej. Powyżej niego odchodzą gałęzie sercowe szyjne górne, jego gałąź końcowa to nerw krtaniowy dolny.

## Przebieg
Z uwagi na asymetryczne ułożenie wielkich naczyń krwionośnych po prawej i lewej stronie ciała prawy i lewy nerw krtaniowy wsteczny początkowo biegną inaczej. Prawy nerw owija się z przodu w tył wokół tętnicy podobojczykowej. Nerw po lewej stronie owija się wokół łuku aorty od przodu do tyłu (po tym można poznać i odszukać nie tylko jego, ale i nerw błędny), więzadło tętnicze jest położone w stosunku do niego przyśrodkowo. Dalszy przebieg nerwów po obu stronie jest podobny. Zyskawszy odpowiednią wysokość nerwy te układają się po bokach tchawicy, następnie w bruździe między tchawicą i przełykiem. Docierają do tylnej powierzchni tarczycy.
Opisany przebieg nerwów krtaniowych wstecznych to rezultat zstępowania trzewi. Nerw błędny unerwia serce, położone początkowo wysoko. Opisywany tutaj nerw zmierza do krtani najkrótszą możliwą drogą, pod czwartym łukiem skrzelowym. Jednak w trakcie rozwoju oddalające się w dół trzewia pociągają za sobą zaopatrujące je nerwy. Nerw krtaniowy wsteczny musi więc odbyć dodatkową drogę w górę, by dotrzeć do krtani, narządu, który zaopatruje.

## Gałęzie
- gałęzie sercowe szyjne dolne (rami cardiaci cervicales inferiores vel rr cardiaci medii) – zmierzające do splotu sercowego, ich liczba nie jest stała
- gałęzie tchawicze górne (rami tracheales superiores) – odchodzące od pętli pod okrążanym naczyniem krwionośnym, celem ich jest śluzówka i błona mięśniowa tchawicy
- gałęzie przełykowe (rami oesophageales s. esophageales) – do górnego odcinka przełyku
- gałęzie gardłowe (rami pharyngei) – unerwiają tarczycę, przytarczyce i mięsień zwieracz dolny gardła
- nerw krtaniowy dolny – gałąź końcowa, przebija dolny zwieracz gardła, po czym dzieli się na dwie gałęzie unerwiające ruchowo mięśnie krtani (oprócz pierścienno-tarczowego):
  - gałąź przednia
  - gałąź tylna

## Obszar unerwienia
- serce (splot sercowy)
- błona mięśniowa i śluzowa tchawicy
- przełyk (część górna)
- tarczyca i przytarczyce
- zwieracz dolny gardła
- mięśnie krtani oprócz pierścienno-tarczowego
- błona śluzowa dolnej części krtani

## Podrażnienie
Odruchem obronnym w przypadku podrażnienia włókien tego nerwu w krtani jest kaszel.